# Fan-ily Feud
«Fan-ily Feud» (titulado «Guerra con los fanáticos» en Hispanoamérica y «Revuelo de fanes» en España) es el decimoctavo episodio de la trigésimo cuarta temporada de la serie de televisión de animación estadounidense Los Simpson, y el 746 en total. Se emitió en los Estados Unidos en Fox el 23 de abril de 2023. El episodio fue dirigido por Timothy Bailey y escrito por Broti Gupta.
En este episodio, Homer insulta a un músico y sus fanáticos, lo que lleva a sus fans a buscar venganza. Billy Eichner y Jade Novah actuaron como invitados. El episodio recibió críticas mixtas.

## Trama
Homer y Bart van a un partido de béisbol para ver cómo un lanzador bate el récord de bateadores inconscientes por un lanzamiento. Se preguntan por qué las gradas están llenas de chicas. En la pantalla de vídeo del estadio empieza a sonar la canción «Glitter» de Ashlee Starling. Bart hace un comentario insultante sobre Starling y sus fanáticos a Homer. Las chicas hacen un truco con las cartas, lo que bloquea la visión del partido de Homer y Bart, que se pierden ver el disco. Homer es entrevistado por Kent Brockman sobre Starling. Éste repite el insulto de Bart a Brockman, pero Bart elogia a Starling y a sus fanáticos ante Brockman. Bart advierte a Homer de que ahora está en peligro.
Más tarde, Homer está conduciendo y en la radio del coche suena «Glitter» en todas las emisoras. Homer se estrella después de que un gran muñeco de Starling sea arrojado sobre el parabrisas y salga purpurina del airbag. En la central eléctrica, Lenny y Carl llevan camisetas de fans de Starling para evitar que los asocien con Homer. Bart le dice a Homer que se disculpe, pero éste se niega. Se revela que Lisa es fanática de Starling y Bart quiere unirse para gastarle una broma a Homer. Confinado en su casa, Homer es secuestrado por Echo, una cantante y rival de Starling. Eco dice que sus fans protegerán a Homer. Cuando los ataques de los fans de Starling empiezan a fallar, la ciudad se convierte en una zona de guerra entre los fans de Starling y los de Echo.
En una entrevista con Brockman, Marge dice que le gusta la música de Starling. Starling invita a Marge a cenar, lo que pone celosa a Lisa. Durante la cena, Marge le cuenta a Starling su vida con Homer. Al día siguiente, Starling lanza una canción sobre las dificultades de la relación entre Homer y Marge. Al mismo tiempo, Homer se entera de que Lisa y Bart le estaban atacando, y Marge, Bart y Lisa empiezan a discutir entre ellos, sólo para ser detenidos por un furioso y desconsolado Homer, que les llama airadamente por traicionarle y se marcha. Homer acude a Echo, y lanzan una canción mostrando cómo Homer ama a su familia. Conmovidos y dándose cuenta por fin de lo mucho que han herido a Homer y a los demás, Marge, Bart y Lisa se disculpan con Homer por haberle traicionado y la familia se reconcilia.
Más tarde, los fans de Starling visitan la casa de los Simpson para decirle a Homer que han decidido dejar de atacarle por su terrible canción.

## Producción
La música Jade Novah interpretó a Ashlee Starling y a Echo. Billy Eichner retomó su papel de Billy. Anteriormente apareció en este papel en el episodio de la trigésima temporada «Krusty the Clown».